# A mormonizmus kritikája
A mormonizmus kritikája az Utolsó Napok Szentjeinek Jézus Krisztus Egyháza tanaira, gyakorlataira és történetére összpontosít. Az egyház bírálat tárgya Joseph Smith fellépése óta, mert hite és gyakorlata ellentmond a kereszténység főáramának. A 19. században az egyház teokratikus túlkapásai és a többnejűség gyakorlata különösen vitatott volt.

## Tudományos kritika
Az akadémiai kritikusok megkérdőjelezték Smith prófétaként való legitimitását, valamint a Mormon könyve és Ábrahám könyve történelmi hitelességét. A Mormon könyve számos olyan állatot, növényt és technológiát említ, amelyekre a Mormon könyve időkereteiben nincs bizonyíték a Kolumbusz előtti Amerikában. A kritika kiterjedt a történelmi revizionizmusra, a homofóbiára, a rasszizmusra és szexista egyházpolitikákra vonatkozó nézetekre is. 
| Régészet | Régészet |
| Kritika | Mormon válasz a kritikára |
| --- | --- |
| a Mormon könyvében szó van arról, hogy zsidók vándoroltak az amerikai földrészre jóval Kolumbusz előtt. Az egyház kritikusai azt állítják hogy a tudomány nem támogatja ezt. Egyháztagok viszont hiszik hogy sok közvetett bizonyíték van arra, hogy a Mormon könyvében leírt események mezoamerikában történtek. | Egyháztagok nem csak hiszik, hanem tudással rendelkeznek róla, mint bárki más, aki elolvassa, hogy a kritika, ami a Mormon könyve által leírt dolgokban a valósággal ellentétes tényeket vélt felmutatni, sok pontban megcáfoltatik a Mormon könyve kritikájában, illetve tehát olvashatunk ott a könyvet támogató tényekről: Nyelvészeti kutatási eredmények a héber és a juto-azték nyelvek közötti kapcsolatról, kánaánita feliratok, héber és marokkói érmék Amerikában, kiazmusok a szövegben, a lepra említése úgy tűnik mégsem hiba a könyvben, nem hiba abban ló, csirke, disznó, elefánt, selyem, méh, szőlő, füge, árpa, búza, olajfa említése, úgy tűnik, mégis lehetett acél Amerikában Kolombusz előtt, mégiscsak vannak „fém” régészeti leletek ott: egy, a fémhez igen hasonló ásványból, obszidiánból készült azték macuahuitl-pajzsok, mégis van méz és datolya Arábiában, a Bőség földje lehetséges helyei ott, vasérccel, Amerikában még: földsáncok, művészi rajzok, fegyvermaradványok, szobrok. |

| Genetika                                                                   | Genetika |
| -------------------------------------------------------------------------- | -------- |
| lásd: A Mormon könyve kritikája/ Tudományos kritika/ Etnológia és genetika |          |

| Irodalmi kritika                                                   | Irodalmi kritika |
| ------------------------------------------------------------------ | ---------------- |
| lásd: A Mormon könyve kritikája/ Tudományos kritika/ Szövegelemzés |                  |

| Nyelvészet                                                     | Nyelvészet |
| -------------------------------------------------------------- | ---------- |
| lásd:A Mormon könyve kritikája/ Tudományos kritika/ Nyelvészet |            |

| Forráskritika                                                      | Forráskritika |
| ------------------------------------------------------------------ | ------------- |
| lásd: A Mormon könyve kritikája/ Tudományos kritika/ Forráselemzés |               |

## Erkölcsi kritika
Az egyház a 19. század második felében Brigham Young vezetésével nyíltan gyakorolni kezdte a többes házasságot (poligámia), az egyház országos bírálatok célpontja lett e gyakorlat, valamint az egyház teokratikus törekvései miatt. A többnejűség talán a legvitatottabb korai mormon gyakorlat, és kulcsfontosságú tényező volt Smith meggyilkolásához. A nagy nyomás alatt – Utah-t nem fogadták volna el USA-államként, ha a többnejűséget gyakorolnák – az egyház formálisan és nyilvánosan lemondott erről a gyakorlatról 1890-ben. A többnejűség azonban továbbra is megosztó kérdés, hiszen az 1890-es hivatalos eltörlés ellenére még mindig vannak szimpatizánsai, védelmezői és félig titkos gyakorlói.
Young 1852-ben olyan politikát vezetett be, amely diszkriminálta az afrikai származású fekete férfiakat és nőket, amelyet csak több mint száz év múlva, 1978-ban szüntettek meg. Ez idő alatt az egyházpolitika kizárta a fekete afrikai származású férfiakat a pappá szentelésből és a fekete férfiak és nők nem vehettek részt bizonyos szertartásokban sem. A kutatók rámutatnak, hogy az LDS egyház korábbi egyházpolitikája rasszista jellegű volt.
1857-től az egyházat jelentős kritika érte a dél-utah-i Mountain Meadows-i mészárlás miatt is.
| J. Smith személye megkérdőjelezése | J. Smith személye megkérdőjelezése |
| Kritika | Mormon válasz a kritikára |
| --- | --- |
| Művei híven tükrözik történelmi és bibliai műveletlenségét. Többször hamisan prófétált. Amikor bankja csődbe jutott, hitelezői kárpótlása nélkül elmenekült. Apja a családi kassza kiegészítéseként jóslással, valamint egy „varázspálca” segítségével, kincskereséssel foglalkozott. Joseph Smith kétségkívül korának egyik legkarizmatikusabb egyénisége volt, de a kortárs források nem igazolják a későbbi idealizált képet. Kincskereséssel, okkultizmussal foglalkozó farmergyerekként nőtt fel. Szélhámosság miatt polgári peres eljárást indítottak ellene, a metodista egyház pedig – ahova azután csatlakozott, hogy Isten az Első Látomásban határozottan megtiltotta neki – kizárta. Egyházalapítása után, karrierje csúcsán Nauvoo polgármestere, bankigazgatója, milíciaparancsnoka és amerikai elnökjelölt volt. Joseph Smith isteni kinyilatkoztatásra hivatkozva vezette be a többnejűséget. Törvényes feleségén kívül még 47, csak egyházi esküvőn elvett élő felesége volt, köztük tinédzserek és már férjes asszonyok is, illetve 149, már halott nőt is hozzápecsételtek templomi szertartásokon. Joseph Smithet néha azzal vádolják, hogy helytelenül cselekedett, amikor Nauvoo polgármesterként a helyi ellenzéki lap nyomdáját szétverette. 1844. június 10-én a hat férfi kiadott egy rágalomújságot „Nauvoo Expositor” néven. Nagy feltűnést keltett mivel nyíltan rágalmazta a közösség számos kiváló polgárát. Mivel az illinois-i törvényhozás a Nauvoo városának adott kartában garantálja a város önrendelkezését, „azt, hogy meghatározhatja mi minősül zavarkeltésnek, és megakadályozhatja és ugyanakkor megszüntetheti azt”, a városi tanács körülbelül 14 órán át ülésezett, bizonyítékokat szerzett, utánanézett a kartában és zavartkeltőnek nyilvánította a kiadványt és elrendelte, hogy a polgármester (Joseph Smith) szüntesse meg a zavar okát. A próféta pedig kibocsátott egy rendeletet a város békebírójának, hogy „semmisítse meg a nyomdagépet és minden utcán található újságot és rágalmazó röplapot égessenek el, melyet a fent nevezett társaság adott ki.” A békebíró végrehajtotta a rendeletet, de lerombolta az épületet is pedig arra nem volt parancsa. Joseph Smith-t és testvérét bevádolták az újság kiadói, hogy megsértették a sajtószabadságot, ezért letartóztatták, kihallgatták, majd felmentették őket, mert nem találtak jogsértést. Nem volt mártír, egy becsempészett pisztollyal két támadóját megölte, mielőtt őt is lelőtték. | Ez a történelmi és bibliai műveletlenség-dolog érdekes és ütős kritika lehet, amennyiben igaz, de amíg nincs bizonyítva semmivel, addig nem. Ugyanez érvényes arra a vádra is, hogy többször hamisan prófétált. Ezzel kapcsolatban mond valamit a védelem, de ez nem egyértelmű: „Joseph Smith-t azzal is vádolják, hogy hamisan prófétált. A próféciái azonban beteljesedtek. Többek között megjövendölte a saját mártírhalálát, az Amerikai polgárháborút és a Sziklás hegységbe való kivonulást” .. hiszen ez a válasz azt is jelentheti, hogy igaz a vád, viszont más próféciái meg bejöttek, és ha ez igaz, tehát így kell értelmezni a védelem ezen megszólalását, akkor a védelem itt erkölcsileg megbukott. Bankja csődbe ment.. -Erre is igaz, hogy ha ez a kritika igaz, és nincs ami felmentse Smith-t, akkor ennek a kritikának van súlya. Amennyiben igazak az apjára nézve az apjára nem jó fényt vető állítások, a kritika a későbbi állítólagos prófétára vonatkozó állítását a következőképpen módosíthatjuk: „kincskereséssel, okkultizmussal [is] foglalkozó farmer gyerek[e]ként nőtt fel”. Amennyiben nincs róla adat, hogy gyermekkorában foglalkozott okkultizmussal, ill foglalkozott kincskereséssel (Hiszen Smith mondta, hogy miután -felnőtt korában- alkalmazottja volt egy embernek, aki kincs után kutatott, terjedt el róla széles körben, hogy pénz után ás -ami tulajdonképpen igaz is volt- . ), az erre vonatkozó állítás hamis. „A kortárs források nem igazolják J. Smith-ről a későbbi idealizált képet.” -Mondja a kritika. Ha valakiről rosszat mondanak, az abban az esetben jelent rosszat az illetőről, ha azok igazak. A védelem hipotézise: J.Smith ellenségeinek állításai, melyek rá rossz fényt vetnek, azok akár akkoriak, akár mostaniak, mind megcáfolhatóak. Szélhámosság miatt polgári peres eljárást indítottak ellene, és ezzel együtt, egyéb vádak miatt összesen 37 alkalommal tartóztatták le, és mentették fel. Tehát úgy tűnik, ez nem arról szól, hogy micsoda pernahajder volt, hanem másról. A metodista dolog nem igaz. Ez a kritikában szereplő állítás 1879-ben jelent meg egy újságban, 35 évvel a próféta halála után. 1879 majdnem a csúcspontja volt a mormonellenességnek a többnejűség miatt, az újságok és a politikusok az egyház lerombolására szólítottak fel. Ilyen ellenséges környezetben nagyon sok hamis vád hangzott el. nyomdabezárás- Az [nyilván az esetet megelőzően] elmúlt 20 évben körülbelül 20 alkalommal volt ilyen nyomdabeszüntetés (nem mormon vonatkozású), melyek nem lettek ennyire mesterségesen felnagyítva. Valami miatt -nyilván okuk van rá- valakik (és nyilván a védelemnek is oka van rá, hogy ilyen sokat foglalkozik az üggyel) azt mondják, hogy nem volt mártír. .. hogy egy becsempészett pisztollyal két támadóját megölte, mielőtt őt is lelőtték. [itt ugye valami fogalmi tusakodás van a mártírságról] Ez nem így van. A vértanúság nem függ össze azzal, hogy a vértanú (mártír) előzőleg megölt-e valakit, mert akkor például az aradi vértanúkat sem nevezhetnénk mártíroknak. Joseph Smith megölésének rövid történetét lásd ennek a szócikknek a végén, a Kiegészítésekben. |

| Többnejűség | Többnejűség |
| --- | ----------- |
| Egyháztagok hiszik, hogy Joseph Smith által Isten visszaállított egy Ábrahám, valamint több más bibliai prófétának adott parancsolathoz hasonló törvényt, ami miatt többnejűséget gyakoroltak az egyházban. Ezért sokan kritizálták az egyházat, valamint a vezetőit. Lehet hogy ez részben magyarázza a komoly üldöztetést amin át kellett menni az egyháztagoknak. Ez a gyakorlat megszűnt 1890-ben, és azóta kizárják azokat az embereket az egyházból akik többnejűséget gyakorolnak. |             |

| Perfekcionizmus,depresszió | Perfekcionizmus,depresszió |
| Kritika | Mormon válasz a kritikára |
| --- | --- |
| Szembetűnő az egyház perfekcionizmusa. Mivel a tökéletesség bibliai parancsát félreértik, a bűn fogalmát felvizezik, a kegyelem valódi, bibliai jelentését pedig nem ismerik, sok tag meghasonlott egyháza elvárásai (tökéletessé, érdemessé válás) és saját képességei (bűnre hajló természete) feszültségében. Ma már a mormon sajtó is elismeri, hogy a 70%-ban mormon utahi lakosságnak (különösen a nőknek) az amerikai átlagot meghaladó mennyiségben van szüksége stresszoldó szerekre (másik szerkesztők szerint -sokkal nagyobb mértékben szenvednek a depressziótól, bár több felmérés nem támogatja ezt az állítást.), és hogy a többnyire két éven át szinte robotként bizonyságot tevő misszionáriusoknak több mint fele hazatérve inaktívvá válik. | Ha az alatt, hogy a mormon egyház felvizezi a bűn fogalmát, azt érti a kritika, ami a Keresztény kritika/ Bűnbeesés résznél szerepel, akkor tehát azt mondja a védelem, hogy a kritika nem állja meg a helyét. A mormon Egyház félreérti a tökéletesség bibliai parancsát, nem ismeri a kegyelem valódi, bibliai jelentését: vádak bármiféle alátámasztás nélkül. „.. sokkal nagyobb mértékben szenvednek a depressziótól” -Ezt a következtetést tehát bizonyos stresszoldó szerek átlagnál nagyobb fogyásából vonták le. Más felmérések szerint azonban az UNSZ nők nem jobban (vagy kevésbé) szenvednek a depressziótól, mint nem mormon társaik. A felmérések szerint az iskolázottság jobban befolyásolta a depresszió mértékét mint a vallási hovatartozás. |

| Beetető, eltitkoló, ember által létrehozott vallás | Beetető, eltitkoló, ember által létrehozott vallás |
| Kritika | Mormon válasz a kritikára |
| --- | --- |
| A mormon vallásnak ezoterikus-gnosztikus jellegű struktúrája van. Ami a térítési módszerüket illeti, a jéghegy alapelvnek megfelelően az egyházhoz való csatlakozásra felszólított érdeklődő nem kap, mert nem kaphat teljes képet a mormon hitvilágról. Ami a felszínen van, az biblikusnak, kereszténynek hat, és részben az is. A víz alatt azonban már furcsa, bibliaellenes tanok rejtőznek. Az érdeklődők csak a Mormon Könyvét kaphatják meg, a többi szentírást (Tan és Szövetségek, Nagy Értékű Gyöngy) csak megkeresztelkedésük után, már egyháztagként olvashatják. A még mélyebb tanításokat a Templomban kaphatják meg (a titkos templomi szertartásokra való engedély megszerzése után), és akik a templomi munkát végzik, azok az ún. templomi feljegyzések tartalmát is megismerhetik. (A kritika tehát megkülönbözteti a megismerés három fokozatát. ) Ez a többszintesség csak évek alatt derül ki. Az egyszerű tagok az egyház történelmének csak a hősies oldalát ismerik (a pionírutazás, az üldöztetések, Salt Lake City felépítése stb.). Smith történetének belső ellentmondásairól, látomásainak teljesen eltérő verzióiról, hamis próféciáiról, a Mormon Könyvén és a Tan és Szövetségeken történt fontos szövegváltoztatásokról, a Mormon Könyve kijelentéseinek és az Ábrahám Könyve-papiruszok tartalmának tudományos cáfolatairól az átlag mormon vagy nem is tud, vagy ezek jelentőségét nem ismeri fel. Az egyházvezetőség az ellentmondásokat agyonhallgatja, illetve a belső kritikát elhallgattatja: a szakmai kritikának hangot adó mormon tudósok (antropológusok, egyiptológusok, genetikusok stb.) egész sorát közösítette már ki. Bármilyen hihetetlen, olyan vallásról van szó, amely – a bibliai és szabadkőműves elemeken túl – nagyrészt a 19. századi amerikai vallásos képzelet terméke. | A következő vádak ijesztőek lehetnek egy mormon embernek, amennyiben igazak; de bizonyítás nélkül elfogadhatatlanok: Smith történetének belső ellentmondásai vannak. Látomásainak léteznek teljesen eltérő verziói. Vannak hamis próféciái. „Az egyházvezetőség a belső kritikát elhallgattatja: a szakmai kritikának hangot adó mormon tudósok (antropológusok, egyiptológusok, genetikusok stb.) egész sorát közösítette már ki.” (Utóbbira vonatkozóan mert pl. ha azt találnánk, hogy valakit kiközösítettek ugyan, de nem közvetlenül valamilyen szakmai kritikája okán, akkor nem áll meg a vád; persze több ember esetében esetleg furcsa lehetne a szakmai kritikája kapcsán, de nem direkt azért-felállás) . A Mormon egyház nem felszólítja az embereket a csatlakozásra, hanem felkínálja arra a lehetőséget. Feltételezve, hogy a csak a templomban hozzáférhető, tehát nem nyilvános tudás azt nem módosítja (erről lásd a lentebb megadott A Mormon könyve kritikája-részt), nem igaz, hogy az emberek „nem kapnak, mert nem kaphatnak teljes képet a mormon hitvilágról” a Mormon egyháztól, ugyanis nem igaz az, amit a kritika megállapítása, hogy az emberek „ a többi szentírást (Tan és Szövetségek, Nagy Értékű Gyöngy) csak megkeresztelkedésük után ][olvashatják”, sugall, hogy az emberek ezeket addig nem olvashatják, már ha csak azt nézzük, hogy a Mormon egyház ezeket a szentírásokat az interneten hozzáférhetőként tartja. A kritika megállapítása a mormon tanításról, hogy csak felszínesen vizsgálva részben biblikus, keresztény, ill -hat biblikusnak, kereszténynek, a kritika által itt előttünk a Keresztény kritikában lefolytatott vizsgálat eredménye, amely eredmény a mormon védelem szerint a mormon válasz a kritikára résszel összevetve nem helyes. Mivel a kritika nem mondja, hogy megállapítása nem tényállítás, hanem a vizsgálata eredményeként levont következtetés, véleményének közlése ebben a formában becstelen. „A víz alatt azonban már furcsa, bibliaellenes tanok rejtőznek.”-A védelem fenti megállapításai a kritikának erre a megállapítására is érvényes (ebben a részben még egyszer, a végén, aztán a Keresztény kritika/ Aposztázia- , Templomi szertartások -, Kereszténynek állítják be magukat-részekben is van a kritikának megállapítása, amire szintén; a Keresztény kritika/ Isten és az ember egy faj? -rész kritikájának megállapítására is) (ehhez hasonló becstelensége a kritikának a közönség manipulálására, amikor, a Keresztény kritika/ Bibliai szempontból bizarr tanítás a családszeretet mögött -részben két tény között állít nem létező oksági kapcsolatot; további hazugságot is találunk még az utóbbi részben) . „Ez a többszintesség csak évek alatt derül ki.” -A védelem tehát azt mondja, nincsen ilyenfajta, a kritikában felvetett többszintesség, tehát nincs, ami ezzel kapcsolatban kiderüljön az évek során. Az érdeklődők minden tantételről tanulnak a keresztelő előtt. A keresztelő előtt az egyház meggyőződik arról, hogy minden szükséges dolgot megértett-e a megtért. A templomi szertartásokról is tanulnak a megtértek a keresztelő előtt és után. A templomi szertartások nem új tanokat jelentenek, hanem a meglévők elmélyítését. A szertartások apró részleteiről azok szentsége miatt a tagok nem szoktak beszélni, azonban a szertartások fajtái és céljai nem titkosak, egyházon kívüliek is megismerhetik őket. A Mormon könyvén esett szövegváltoztatásokról lásd: A Mormon könyve kritikája/ Keresztény kritika/ Változtatások a Mormon könyvében. A Mormon Könyve kijelentéseinek állítólagos tudományos cáfolatairól lásd a Mormon könyve kritikája/ Mormon válasz a kritikára -részeket. A kritika a mormonizmus kritikájával kapcsolatban 7 példát is felsorol, amikkel kapcsolatban arról ír, hogy mormon emberek nem ismerik fel azok jelentőségét. Talán helyesebb ezt úgy módosítani, hogy az említettek nem találhatják megalapozottnak a kritikákat. „Az egyházvezetőség az ellentmondásokat agyonhallgatja” -mondja a kritika, amiről csak ennyi alapján nem tudhatjuk, mit is jelent pontosan, hiszen vannak olyan kritikai problémák, amelyekben az egyház állást foglal. És ha valamikben nem teszi, arra is lehetséges elfogadható magyarázat. A Mormon vallás tartalmaz bibliai elemeket, szabadkőműves elemeket, de „nagyrészt a 19. századi amerikai vallásos képzelet terméke” - mondja a kritika. Ennek a mondatnak az állítása hipotetikus állítás. Tényként való közzététele a kritikában hazugság.(Ez ugyanúgy igaz arra a befejezésre, ahogyan be kellene fejeznünk egyértelmű logika alapján a kritika szóban forgó mondatát: .. ”, amelyet J. Smith, ill. feltételezett bűntársai hoztak létre.” ) |

## Keresztény kritika
| Szentháromság | Szentháromság                                                         |
| Kritika | Mormon válasz a kritikára                                             |
| --- | --------------------------------------------------------------------- |
| Sok egyház nem tartja Az Utolsó Napok Szentjeinek Jézus Krisztus Egyházát keresztény felekezetnek. Azt mondják, hogy az egyház tana túl sokban eltér a hagyományos keresztény egyházak tanaitól. Például, az egyház azt vallja, hogy az Atyaisten, Jézus Krisztus, és a Szentlélek három különálló személy, bár szándékukban egységesek. Tehát eltérnek a szentháromság hagyományos felfogásától. | lásd: Isten és az ember egy faj? / Mormon válasz a kritikára, 2. rész |

| Aposztázia | Aposztázia |
| Kritika | Mormon válasz a kritikára |
| --- | --- |
| Joseph Smith története szerint a neki megjelent Atya és Fiú számára a korabeli baptista, metodista, református, evangélikus stb. egyházak "mind tévednek" és "minden hitvallásuk utálatos". Az egyetemes keresztény egyház azonban minden probléma ellenére sem szűnhetett meg majdnem másfél évezredre, mert Krisztus szerint a pokol erői sem vehetnek rajta diadalmat (Mt 16:18, Júd 24-25 vö. Ef 5:25-32). Tehát ki hazudott: Jézus vagy Smith? A 2Thessz 2:3 Eredeti szövege: nem "nagy hitehagyás", hanem "elszakadás" (részletezés nélkül), és ekkor jelenik meg az Antikrisztus is, aki beül Isten templomába, isteníti magát stb. Mindebből még semmi sem történt meg. A Mormon Egyház tehát nem a korai egyház "helyreállítása", mert kezdettől fogva átlépte azokat a bibliai kereteket, amelyek biztosíthatták volna a kereszténységen belül maradását. | A Mt 16:18 nem kell, hogy kizárólagosan azt jelentse, hogy az Egyház nem szűnhet meg, éppen azt is jelentheti, hogy Péter idején biztosan nem szűnik az meg. Mivel van rá magyarázat, hogy ez a bibliai rész miért nem zárhatja ki az aposztázia lehetőségét, J Smith-t hazugnak nevezni, és Jézussal szembeállítani hamis. A Júd 24-25-ben csak annyiról van szó, hogy Isten megtartó. Az Ef 5:25-32-ben nincs olyan, amibe belekapaszkodhatna az, aki keresi, hogy miért nem lehetséges az aposztázia az Egyházban. A kritikus nyilván azért hangsúlyozza, hogy a 2Thessz 2:3-ban nem nagy hitehagyásról, hanem szakadásról van szó, hogy megőrizze állítását, miszerint Jézus Egyháza létrehozásától Jézus 2. eljöveteléig sem szűnhet meg, viszont a mormon tanítás nem mondja, hogy a Jelenések könyvebeli fenevad korában ne lenne Jézus Egyháza a földön. Amennyiben a Mormon Egyház kezdettől fogva átlépte azokat a bibliai kereteket, amelyek biztosíthatták volna a kereszténységen belül maradását, akkor a Mormon Egyház nem a korai egyház "helyreállítása", mondaná helyesen a kritika, ha valóban így mondaná. A védelem azt mondja, hogy a Mormon Egyház nem lépi át a bibliai kereteket, és ennek bizonyításán igyekszik. Mivel a kritika nem mondja, hogy megállapítása nem tényállítás, hanem a vizsgálata eredményeként levont következtetés, véleményének közlése ebben a formában becstelen. |

| Isten és az ember egy faj? | Isten és az ember egy faj? |
| Kritika | Mormon válasz a kritikára |
| --- | --- |
| A Bibliában Isten "Atya" volta a hozzánk való viszonyulását (atyai szeretet) akarja számunkra érthetővé tenni; biológiai neme csak a pogány vallások isteneinek van. "Jehova" (Jézus) és a Sátán (egy bukott angyal) nem testvérei sem egymásnak, sem nekünk! A Biblia éles különbséget tesz a Teremtő és teremtményei között, nem tartoznak egy fajba. | A védelem hipotézise, hogy a Bibliából nem derül ki, hogy az Atyának nincs biológiai neme. Ha ez igaz, akkor a kritika téved, amikor azt állítja, hogy az Atyának nincs biológiai neme (egyértelmű logika mutat erre a kijelentésre), hiszen ezt nem tudhatja, Így tévesen igyekszik megcáfolni azokat, akik, állításuk szerint, rendelkeznek azzal a tudással, hogy az Atyának van neme. Ugyanezen logika alapján hipotetikusan tévedés, hogy Jézus, Sátán, és mi, nem vagyunk testvérek, hogy éles különbség.., és hogy nem egy faj.. . A modernkori kinyilatkoztatások alapján értelmezve a Bibliát a következő megállapításokat tehetjük: Az Ószövetségben Isten ezt mondta: "Teremtsünk embert a mi képünkre és hasonlatosságunkra" (1 Mózes 1:26). Jákób kijelentette, hogy "színről színre" látta Istent(1 Mózes 32:30). Mózes szintén "színről színre" beszélt Istennel, "a mint szokott ember szólani barátjával" (2 Mózes 33:11). Az Újszövetségben, amikor a feltámadt Krisztus megjelent apostolainak, azt mondta nekik: "tapogassatok meg engem, és lássatok; mert a léleknek nincs húsa és csontja, a mint látjátok, hogy nékem van" (Lukács 24:39). Később István tanúságot tett arról, hogy látta Jézust "Isten jobbja felől állani" (Apostolok cselekedetei 7:56). A modernkori kinyilatkoztatások megerősítik e bibliai tanításokat. Isten, az Atya, és Fia, Jézus Krisztus megjelentek Joseph Smith-nek 1820 tavaszán. Joseph kinyilatkoztatta, hogy mind az Atyának, mind a Fiúnak "húsból és csontból való teste van, éppen úgy tapintható, mint az emberé" (T&Sz 130:22). Isten a mi Mennyei Atyánk; az Ő képmására lettünk teremtve. |

| Nem igaz, hogy „éltünk” a megszületésünk előtt | Nem igaz, hogy „éltünk” a megszületésünk előtt |
| Kritika | Mormon válasz a kritikára |
| --- | --- |
| Az ember nem előlétből, hanem földből való (1Móz 2:7, Jn 3:13, 33, 8:23, 1Kor 15:47). Jer 1:5 Nem mindenki előlétéről, hanem személy szerint Jeremiás szolgálatáról szól. | A kritika tehát úgy gondolja, a Bibliából nem tudhatjuk, hogy „éltünk” a megszületésünk előtt. A védelem célja megmutatni, hogy a Biblia nem is zárja ki ezt. 1Móz 2:7-ből megtudjuk, hogy Isten megcsinálta az ember testét, és beletette a lelkét. A mormon tanítás nyilván nem mondja, hogy a testünk létezett a megszületésünk előtt, hanem a lelkünkre mondja. Isten már létező lelket is beletehetett abba a testbe. A Jn 3:13-ban Jézus azt mondja, hogy senki nem ment fel a mennybe (hanem ő ugye onnan jött). A Bibliából nyilván tudjuk, hogy van élet a halál után. Tehát ebből a részből inkább úgy tűnik, azt tudjuk meg, hogy nincs mennybejutás Jézus áldozatáig, megváltásáig, minthogy az előlétről szóljon. A Jn 8:23 (a megadott 3:31 ugyanerről szól) és az 1Kor 15:47 arról szól, hogy földi a lelkük Jézussal szemben az embereknek, nem pedig arról, hogy lelkük ne létezett volna megszületésük előtt. A Jer 1:5 úgy tűnik, arról szól, hogy Jeremiás már élt a megszületése előtt, de a kritika, ha jól értem, azt mondja, hogy nem; de hogy miért, azt nem értem, ill. azt nem, hogy mit mond itt a kritika. |

| Teremtés | Teremtés |
| Kritika | Mormon válasz a kritikára |
| --- | --- |
| Isten világot a semmiből teremtette (Róm 4:17), teljesen egyedül (Ézs 44:24, Ézs 45:12 stb.) a puszta szavával (1Móz 1:3, Jn 1:1-3). | A mormon tanítás szerint: meglévő anyagokból, Jézusnak voltak segítői. A Róm 4:17-ben nincs szó a teremtésről. Az Ézs 44:24-ben valóban arról van szó, hogy Isten egyedül teremtette a világot. Úgy gondolom, a különbség a mormon tanításhoz képest lényegtelen, hiszen a lényeg, hogy Isten mindenható, és nem erők összeadódásaként tekint rá a mormon ismeret sem, hanem egyetlen erőként. A Bibliából is tudjuk, hogy az Istennek szolgálnak angyalok. Lényeges lenne, hogy így szóljon ez az Ésaiás rész, hogy én, Isten, segítőimmel kifeszítem az egeket, szélesítem ki a földet? Inkább félrevezető lenne a lényeget illetően. Az 1Móz 1:3-ban, és a továbbiakban, a teremtés történetében nem az van, hogy a puszta szavával teremtette a világot, hanem a teremtés etapjai azzal a fordulattal vannak megadva, hogy „és mondta Isten, hogy legyen.. ” A Jn 1:1-3-ban az van, hogy kezdetben az ige volt. Feltételezem, a kritikának azért fontos, hogy az Isten a puszta szavával teremtette a világot, hogy valahogy cáfolják ezzel azt, hogy segítői voltak, és ha Isten csak megszólalt, és ezzel létrehozott, akkor az esetleg ellehetetleníti a segítők létezését. De hát a János-részből nem tudjuk meg, hogy az ige hangot is jelent-e, ill. a folytatásban az van, hogy az ige Jézus (az ige, aki Istennél van), ill. hogy az ige Isten. Így tehát elbizonytalanodik, hogy mit is jelent itt tulajdonképpen az, hogy ige, szó. |

| Bűnbeesés | Bűnbeesés |
| Kritika | Mormon válasz a kritikára |
| --- | --- |
| A bukás nem áldást, hanem átkot hozott (Róm 6:23, 5:14, 1Kor 15:21-22). Azóta senki sem eleve Isten gyermeke, csak akkor válhat azzá, akkor kap rá felhatalmazást, ha Krisztusban hitre jut (Jn 1-12-13, 1Jn 5:1, Róm 8:15, Gal 3:26). | A kritika második mondata félrevezető fontoskodás, hiszen annak semmiben nem mond ellent a mormon tanítás. Éppen az adja a mormon tanítás, tehát hogy a bűnbeesés áldást - egyáltalán az egyetlen lehetőséget az életre- hozott, különlegességét és többletét a Biblia tanításához képest, hogy annak semmiben nem mond ellent, hiszen a bűnbeesésről a mormonok ugyanúgy tudják azt a tudást, amit más keresztények. |

| Papság | Papság |
| Kritika | Mormon válasz a kritikára |
| --- | --- |
| Az ároni papságba csak léviták, Lévi vér szerinti leszármazottjai tartozhattak, tehát átruházhatatlan volt (2Móz 29:9, 4Móz 3:10, 2Krón 31:19). A Mormon Könyve szereplői nem voltak léviták, így nem lehettek ároni papok. Ha nem volt „zsidó” papságuk, „zsidó” templomuk sem lehetett. (A mormonok szerint ha a a nefitáknál szervezett melkesídeki papság volt, miért nem volt náluk ároni papság, szerintük az ároni papság nem csak születés utáni adományozása csak az őskeresztény egyházban kezdődött? ) Jézus Júda törzsébe született, nem lévita volt, nem emiatt volt pap (Zsid 7:13-14) . Egyetlen áldozata miatt az ároni papság elvesztette a funkcióját, így a papság megváltozott (Zsid 7:12, 27). A papi szolgálat egy törzs hivatásos férfi tagjainak a kiváltsága helyett egyetemessé vált (1Pt 2:9, Jel 1:4-6), nők számára is (Csel 2:16-18), hiszen lelki áldozattá vált (1Pt 2:5, Zsid 13:15, Róm 12:1, 15:16, Fil 4:18). A Melkizédek "rendje" szerinti örök papság kizárólag, átruházhatatlanul Jézusé (Zsid 7:24), mert csak ő halhatatlan (Zsid 7:2-3,15-16,24). | A nefiták között nem volt ároni papság, mivel Lévi törzséből senki sem ment Léhiékkel az ígéret földjére (amerikai földrész). Léhi a magasabb rendű papsággal rendelkezett (melkisédeki papság). A pátriárkák és a próféták minden adományozási korszakban rendelkeztek ezzel a papsági felhatalmazással Mózes ideje után is.[8] Közülük néhányan: Illés, Ézsaiás, Jeremiás, Léhi, Dániel, és Ezékiel. Ha jól értem, a kritika szerint Jézus földi küldetésével megszűnt az ároni papság. A kritika szerint Jézus földi küldetésével megszűnt a felhatalmazott, másképp, hivatásos papság? (A kritika ezen meghatározása a következő formában értelmesebbnek tűnik: „ a papi szolgálat [Jézus előtt] egy törzs férfi tagjainak hivatásként űzött kiváltsága [volt] . ) A Csel 2:16-18-ban nem arról van szó, hogy a nők is rendelkezhetnek papsággal, hanem hogy lelki ajándékokkal. Megfigyelhető, hogy a kritika által választott bibliai idézetekben gyakran a papság egy másodlagos jelentésben szerepel (1Pt 2:5, Zsid 13:15, Róm 12:1, 15:16, Fil 4:18), tehát olyasmi értelemben -ill annak szinonimájaként- , mint a választott nép, vagy pl a Zsid 13:15-ben papi tevékenység szolgál hasonlat eszközeként, ahogy írja is a kritika, hogy „a papság lelki áldozat”, holott mi itt a papság direkt jelentésével foglalkozunk. Azt mondja a kritika, hogy „a Melkizédek "rendje" szerinti örök papság kizárólag, átruházhatatlanul Jézusé” és ehhez a kijelentéséhez a Zsid 7:24-re hivatkozik, amely szöveghelyről ezt nem tudjuk meg. De ha csak azt a logikát nézzük, hogy miért neveznék Jézus papságát melkesídekinek, amely papságban csak ketten vannak (tehát ha Melkesídek is, akkor Jézus már eleve nem kizárólagos birtokosa annak), ha Jézus nagyobb, mint Melkesídek, mert nyilván az elmélet, hogy Melkesídek azonos Jézussal, és tehát kétszer született meg, vagy valahogy egyszer már élt a földön Jézus, és akkor Melkesídekként valahogy meg sem halt, tehát így esetleg meg sem született, hanem születés és halál nélkül élt itt (egyébként a Zsid 7:3-ban valóban olyasmi van, hogy Melkesídek napjainak sem kezdete, sem vége nincs, amire látszólag nincs magyarázat; a mormon tanítás szerint ez hiba a Biblia szövegében, és valójában nem őrá, hanem a papságra vonatkozik), az veszélyes, hogy szétrepeszti „a bibliai kereteket, amelyek biztosíthatják a kereszténységen belül maradását”. Úgy tűnik, a kritikus félreértette azt a szöveghelyet, ahol a Zsid 7:24 van (nyilván bezavaró, hogy Melkesídeket születés és halál nélkülinek tartja) . Ugyanis itt, úgy látom, hogy úgy van szó Jézus, mint pap, és egy lévita összehasonlításáról, mint akik szolgálnak a többieknek, és nem úgy nem örökkévaló a lévita papság, hogy ez a papság nem az, hanem úgy, hogy a meghalt lévita pap nem tud szolgálni az élő embereknek, tehát nem az a logika érvényes, úgy látom, mint amit a kritikus értelmez, hogy „a Melkizédek "rendje" szerinti papság kizárólag, átruházhatatlanul Jézusé, mert csak ő halhatatlan”, tehát hogy csak az lehet melkesídeki pap, aki halhatatlan. A melkisédeki papságot Melkisédek tiszteletére nevezték el. Ő egy igaz életű főpap volt, aki Ábrahám idejében élt. Korábban azt a Isten Fiának rendje szerinti szent papságnak nevezték. Hogy elkerüljék Isten nevének túl gyakori használatát, és mert Melkisédek igaz életű férfi volt, az ősi időkben a nevet melkisédeki papságra változtatták. |

| Templomi szertartások | Templomi szertartások |
| Kritika | Mormon válasz a kritikára |
| --- | --- |
| A mormon "templomi munkának" nincs semmi köze a bibliai idők, a korai egyház vagy a mai keresztény felekezetek szertartásaihoz. Izraelnek csak egy temploma lehetett, papsága csak egy törzs férfi tagjai. A templom funkciója az áldozatok bemutatása és az imádat volt (a bűnbocsánat megszerzése és a hálaadás). A templom Krisztus áldozata miatt azonban elvesztette a funkcióját, i. sz- 70-ben le is rombolták. Istent lélekben kell imádni (Jn 4:24). Nem egy épület, hanem a keresztény közösség és az egyén lett Isten temploma (1Kor 3:16-17, 6:19, 2Kor 6:16, Ef 2:19-22 vö. Jel 21:22). Smith a titkos templomi ritusokról röviddel azután "kapott kinyilatkoztatást", hogy 1838-ban egy szabadkőműves páholy tagja lett, akik aztán árulónak is tartották . Sok rítust átvett, de szinte mindent átértelmezett. Idővel azonban az elvben szent és megváltoztathatatlan mormon templomi szertartásokon is komoly változtatások történtek: legutóbb 1990 áprilisában a szövegben és a rítusban, 2005 januárjában pedig a rituális öltözetben. | A szertartások Joseph Smith kinyilatkoztatásain alapszanak, azonban ősi iratok között nagy mennyiségű utalás található, hogy hasonló szertartásokat végeztek a régi időkben (keresztelés, halottakért való helyettesítő keresztelés, megmosások, megkenések, stb…). Nincs alátámasztva a kritika kijelentése, így azt megalapozatlannak kell kezelni, hogy Izraelnek (az Izrael kifejezést Isten népe értelemben értve) csak egy temploma lehetett. Nem igaz, hogy nincs Isten népének papsága a Bibliában a „zsidó” papságon kívül: Melkesídek. Erkölcstelen a kritika kijelentése, miszerint Smith „Sok rítust átvett [a szabadkőműves szertartásokból], de szinte mindent átértelmezett.”, mivel fennáll a lehetősége, hogy Smith valóban a szabadkőművességtől független kinyilatkoztatást kapott a templomi szertartásokról, ahogyan azt mondja. |

| Kereszténynek állítják be magukat | Kereszténynek állítják be magukat |
| Kritika | Mormon válasz a kritikára |
| --- | --- |
| A mormon vallás a biblikus kereszténység szinte minden fontos tanítását tagadja vagy félreérti. Ugyanakkor a mormon egyház – megtévesztő módon – a keresztény felekezetek egyikeként igyekszik fellépni, bár belső tanításában továbbra is az egyetlen igaz egyháznak tartja magát. Ez az "érdekökumené" segíti az egyház elfogadtatását, de erkölcsileg kifogásolható. A mormonok bibliai szókincse is a keresztény benyomást erősíti, pedig szinte minden szó alatt egészen mást értenek, mint a Biblia. Ezért a velük való érdemi beszélgetéshez tudni kell "mormonul". | „A mormon vallás a biblikus kereszténység szinte minden fontos tanítását tagadja vagy félreérti.”- A kritikának ez a mondata azt sugallja, hogy a mormon vallás a biblikus kereszténységhez képest értelmezi önmagát, holott a mormon vallás a népét Isten népének, önmagát az Istenről való tudásnak, a vele való kapcsolatnak tudja. Amennyiben eltekintünk a fenti problémától, és a tárgyalt mondatban a mormon vallás és a biblikus kereszténység kapcsolatát vizsgáljuk, tudhatjuk, hogy a tárgyalt mondat állítása a kritika által itt előttünk a Keresztény kritikában lefolytatott vizsgálat eredménye, amely eredmény a mormon védelem szerint a mormon válasz a kritikára résszel összevetve nem helyes. Mivel a kritika nem mondja, hogy megállapítása nem tényállítás, hanem a vizsgálata eredményeként levont következtetés, véleményének közlése ebben a formában becstelen. Jézus Egyháza egyik értelmezése, a benne hívők közössége. Velük, a Jézusban hívőkkel közösséget vállalni nem képmutatás. Megalapozatlan a kritika kijelentése, miszerint a mormon egyház a keresztény felekezetek egyikeként igyekszik fellépni. Egyértelmű, nyilvánvaló tudása magáról a mormon Egyháznak, hogy Jézus egyetlen igaz egyháza, ez bármiféle belső jelleg nélküli tudása magáról. |

| Bibliai szempontból bizarr tanítás a családszeretet mögött | Bibliai szempontból bizarr tanítás a családszeretet mögött |
| Kritika | Mormon válasz a kritikára |
| --- | --- |
| A mormon családideál, a sok gyermek vonzó imázsa mögött az a tanítás áll, amely szerint a túlvilági előlétben várakozó lélekgyermekek a földön élő testvéreik nemi egyesülése révén minél többen és minél előbb a földi létbe szeretnének születni. A családszeretet és a gyermekáldás megbecsülése a keresztény egyházban természetesen szintén megvan, de enélkül a – bibliai szempontból – bizarr háttértanítás nélkül. | Van mormon tanítás, amely szerint a túlvilági előlétben várakozó lélekgyermekek a földön élő testvéreik nemi egyesülése révén a földi létbe fognak születni. Nyilván a tanítás szerint ezek a lélekgyermekek a meghatározott időben fognak megszületni, tehát csúsztatás, tehát hazugság a kritika kijelentése, miszerint „minél előbb” . Úgy tudom, hogy nincs ilyen a tanításban, hogy „minél többen”, hanem, mindenki. Ettől függetlenül tehát létezik a kritikában említett tanítás, és tudunk a „sok gyermek vonzó imázsáról” is a mormonoknál. E kettőt oksági kapcsolatba hozni, amit a kritika tesz, viszont csúsztatás, tehát hazugság. |

## Védekezés
A Mormon egyház válaszai a kritikusoknak:
A 20. század kezdetén heves viták voltak a vallási fundamentalisták és a liberálisok vagy modernisták között. Sokan kérdezték hogy a mormonoknak mi az álláspontja ezekben a különböző teológiai vitákban. Joseph F. Smith elnök és tanácsosai az Első Elnökségben számos tanulmányt adtak ki a tantételekről, tisztázandó az Egyház álláspontját az akkori vitás kérdésekben.
Tudósok alapos vizsgálat alá vetették a Bibliát a modern tudomány eszközeit használva; megkérdőjelezve a jelentését és még inkább a hitelességét a szentírásoknak. Ez az úgynevezett „higher criticism” megcélozta az utolsó-napi szentek szentírásait is. 1912-ben F. S. Spalding tisztelendő atya, az Episzkopális Egyház utahi püspöke megjelentetett egy értekezést melynek címe Joseph Smith, Jr., As a Translater. A füzet szembeállította nyolc egyiptológus és Joseph Smith magyarázatait az Ábrahám könyvében (A Nagyértékű gyöngy) található képmásolatokról (facsimile). Bár a Szentek a szentírásokat hit által fogadták el, az Egyház mégis felismerte a szükségét hogy válaszoljon a kritikákra. 1913. februártól szeptemberig cikkek jelentek meg majdnem minden hónapban az Improvement Era-ban, válaszokat adva a kritikusok kérdéseire. Az Egyház nagyon sok kérdésben hivatalosan is állást foglalt, többek között Ábrahám könyvére vonatkozóan is.
Joseph Smith mártírhalála
A próféta Carthage börtönben történt meggyilkolásának rövidített története: az arcukat feketére mázoló csőcselék (100-200 fő) támadta meg a börtönt. Néhányan feljöttek a lépcsőn és az ajtón keresztül Hyrum-ot (Joseph testvére) az arcán meglőtték, aki azonnal meghalt. Joseph ezután egy hatlövetű becsempészett pisztollyal háromszor a hallban lévő tömegbe lőtt. Három támadó megsebesült (állítólag később ketten meghaltak). Ez egy kicsit késleltette e támadókat és Joseph az ablakon akart menekülni. Ekkor találta el az ajtó felől két golyó, az ablak felől pedig még egy. Haldokolva esett ki az ablakon: "Ó Uram, én Istenem!". A földön fekve a már halott próféta még egy golyót kapott. A J. Smith mártírságával kapcsolatos kritikára válaszolónak valami miatt fontos, hogy idézze itt még Illinois kormányzójának, Thomas Fordnak a szavait is: "Egy Pálhoz hasonló tehetséges ember, egy nagyszerű szónok, aki megjelenésével képes lesz százas tömegeket odavonzani … talán életet lehelhet még a mormon egyházba és a mártírként legyilkolt Joseph nevét olyan csengővé teheti …, mely hangosan szól és felkavarja az emberek lelkét."